# 받침 초평면

분홍색 볼록집합 S를 받치는 받침 초평면

유클리드 기하학에서 받침 초평면(-超平面, 영어: supporting hyperplane)은 어떤 점들의 집합을 접하며, 집합 전체가 초평면의 어느 한 쪽에 속하게 하는 초평면이다. 접선의 일반화이다.

## 정의
유한 차원 유클리드 공간에서, 여차원이 1인 초평면은 항상 두 개의 반공간으로 공간을 나눈다. 유클리드 공간 {\displaystyle \mathbb {R} ^{n}} 속의 집합 {\displaystyle S\subset \mathbb {R} ^{n}}의 받침 초평면은 다음 두 조건을 만족시키는 {\displaystyle n-1}차원 초평면
{\displaystyle P=\{\mathbf {x} \in \mathbb {R} ^{n}\colon \mathbf {x} \cdot \mathbf {a} =c\}\quad (\mathbf {a} \in \mathbb {R} ^{n}\setminus \{\mathbf {0} \},\;c\in \mathbb {R} )}
이다.:333
- S는 초평면에 의해 결정되는 두 개의 닫힌 반공간 중 하나에 완전히 포함된다. 즉, {\displaystyle \mathbf {s} \cdot \mathbf {a} \geq c\forall \mathbf {s} \in S}이거나 {\displaystyle \mathbf {s} \cdot \mathbf {a} \leq c\forall \mathbf {s} \in S}이다.
- S는 초평면과 적어도 하나의 교점을 갖는다. 즉, {\displaystyle S\cap P\neq \varnothing }이다.

여기서 닫힌 반공간은 초평면에 의해 분리된 두 반공간의 폐포로, 초평면을 포함한다.

## 받침 초평면 정리

유일하지 않은 받침 초평면.

받침 초평면이 존재할 충분조건은 다음의 받침 초평면 정리(-超平面定理, 영어: supporting hyperplane theorem)로 주어진다.
- (유한 차원) 유클리드 공간에서 S를 콤팩트 볼록집합이라 하자. 그러면, S의 임의의 경계점 a에 대해 a를 포함하는 받침 초평면이 존재한다.

일반적으로 이 받침 초평면은 오른쪽 그림에서처럼 유일하지 않다. 다만 특정한 매끄러운 다양체라는 조건을 주면 유일하게 잡을 수 있다.

## 같이 보기
- 초평면
- 접선